# Rhinella rostrata
Rhinella rostrata är en groddjursart som först beskrevs av Noble 1920.  Rhinella rostrata ingår i släktet Rhinella och familjen paddor. IUCN kategoriserar arten globalt som akut hotad. Inga underarter finns listade i Catalogue of Life.